# قلمرو حیوانات
قلمرو حیوانات (انگلیسی: Animal Kingdom) فیلمی در ژانر درام و جنایی به کارگردانی دیوید می‌شد است که در سال ۲۰۱۰ منتشر شد. از بازیگران آن می‌توان به جیمز فرش‌ویل، بن مندلسون، جوئل اجرتون، گای پیرس، جکی ویور و سالیوان استیپلتون اشاره کرد.

## خلاصه داستان
ماجرای فیلم در مورد پسر هفده ساله‌ای به نام جاش است که به تازگی مادرش را از دست داده‌است و همراه مادر بزرگش و دایی و پسر دایی‌هایش که همگی خلافکار هستند زندگی می‌کند و پلیس به شدت این خانواده را تحت نظر دارد…